# Radikal 171
Radikal 171 mit der Bedeutung „fangen“ ist eines von 9  der 214 traditionellen Radikale der chinesischen Schrift, die mit acht Strichen geschrieben werden. 
Mit 4 Zeichenverbindungen in Mathews’ Chinese-English Dictionary gibt es nur sehr wenige Schriftzeichen, die unter diesem Radikal im Lexikon zu finden sind. Und selbst im 40.000 Zeichen umfassenden Kangxi-Wörterbuch gibt es nur 12 Schriftzeichen, die unter diesem Radikal zu finden sind.
Die Deutung dieses Zeichen ist umstritten. Es geht auf zwei Abbildungen zurück: die einer Hand, die etwas festhält, dann die eines behaarten Tierschwanzes. Eine Hypothese ist, dass während der Zhou-Dynastie Tiere geopfert wurden. Priester hielten dabei das Opfertier am Schwanz. Daher die Bedeutung „erflehen“. Zunächst hatte es wohl einfach „halten“ geheißen. Manchmal opferte man auch die Haare eines Sklaven. Daher dann die Bedeutung „Untergebener“. 
„Festnehmen“ schreibt man heute mit Radikal 171 und „rasch gehen“. 

## Schriftzeichenverbindungen, die vom Radikal 171 regiert werden
| Striche | Zeichen |
| ------- | ------- |
| +0      | 隶      |
| +08     | 隷      |
| +09     | 隸      |

 Im Unicodeblock Kangxi-Radikale ist das Radikal 171 unter der Codepointnummer 12.202 (U+2FAA) codiert.